# O Processo
O Processo (no original em alemão, Der Prozess) é um romance do escritor checo Franz Kafka, que conta a história de Josef K., que acorda certa manhã, e é processado e sujeito a longo e incompreensível processo por um crime não especificado.
Segundo Max Brod, amigo pessoal de Kafka, o livro permaneceu inacabado como estava quando Kafka lhe entregou os escritos, em 1920. Após sua morte, Brod editou O Processo pelo que ele julgou um romance coerente e o publicou em 1925.
Adaptações para o cinema foram feitas, como The Trial, de Orson Welles, com Anthony Perkins no papel de Josef K. Em 1999, o artista italiano Guido Crepax fez a adaptação do romance para os quadrinhos.

## Desenvolvimento
Kafka começou a redigir a frase de abertura de "O Processo" em agosto de 1914 e continuou a trabalhar no romance ao longo de 1915. Este foi um período incomumente produtivo para Kafka, apesar do início da Primeira Guerra Mundial, que aumentou significativamente as pressões de seu trabalho diário como agente de seguros.
Iniciando pela escrita das seções de abertura e conclusão do romance, Kafka trabalhou nas cenas intermediárias de forma caótica, utilizando vários cadernos simultaneamente. Seu amigo Max Brod, sabendo do hábito de Kafka de destruir seu próprio trabalho, acabou pegando o manuscrito para mantê-lo em segurança. Esse manuscrito consistia em 161 páginas soltas arrancadas de cadernos, que Kafka havia agrupado em capítulos. A ordem dos capítulos não estava clara para Brod, e ele não foi informado sobre quais partes estavam completas e quais estavam inacabadas.
Após a morte de Kafka em 1924, Brod editou a obra e a organizou em um romance da melhor maneira possível. Trabalhos editoriais posteriores foram realizados por estudiosos, mas a visão final de Kafka para "O Processo" permanece desconhecida.

## Resumo
Na manhã de seu trigésimo aniversário, Josef K., o chefe de escritório de um banco, é inesperadamente preso por dois agentes não identificados de uma agência não especificada, por um crime não especificado. No entanto, Josef não é aprisionado, mas deixado "livre" e instruído a aguardar orientações do Comitê dos Assuntos. Sua senhoria, Frau Grubach, tenta consolar Josef em relação ao julgamento, mas insinua que o procedimento pode estar relacionado a um relacionamento imoral com sua vizinha Fräulein Bürstner. Josef visita Bürstner para desabafar suas preocupações e, em seguida, a beija.
Alguns dias depois, Josef descobre que Fräulein Montag, uma hóspede de outro quarto, mudou-se para o quarto de Fräulein Bürstner. Ele suspeita que essa manobra visa afastá-lo de Bürstner. Josef é ordenado a comparecer ao endereço do tribunal no próximo domingo, sem ser informado sobre o horário ou sala exata. Após um período de exploração, Josef encontra o tribunal no sótão. Josef é severamente repreendido por sua demora e desperta a hostilidade da assembleia depois de fazer um apaixonado discurso sobre a absurdidade do julgamento e o vazio da acusação.
Mais tarde, Josef tenta confrontar o juiz presidente de seu caso, mas encontra apenas a esposa de um atendente. A mulher fornece a ele informações sobre o processo e tenta seduzi-lo, antes que um estudante de direito entre na sala e leve a mulher embora, alegando que ela é sua amante. O marido da mulher então leva Josef a um tour pelos escritórios do tribunal, que termina após Josef ficar extremamente fraco na presença de outros funcionários do tribunal e acusados.
Uma noite, em uma sala de armazenamento em seu próprio banco, Josef descobre os dois agentes que o prenderam sendo açoitados por um algoz por pedir subornos a Josef e em decorrência das reclamações que Josef fez no tribunal. Josef tenta argumentar com o algoz, dizendo que os homens não precisam ser açoitados, mas o algoz não se deixa persuadir. No dia seguinte, ele volta à sala de armazenamento e fica chocado ao encontrar tudo exatamente como estava no dia anterior, incluindo o algoz e os dois agentes.
Josef recebe a visita de seu tio, um camponês viajante. Preocupado com os rumores sobre seu sobrinho, o tio apresenta Josef a Herr Huld, um advogado doente e acamado, cuidado por Leni, uma jovem enfermeira que demonstra atração imediata por Josef. Durante a conversa, Leni chama Josef para longe e o leva para o próximo quarto, onde ocorre um encontro sexual. Depois disso, Josef encontra seu tio irritado do lado de fora, que alega que a falta de respeito de Josef pelo processo prejudicou seu caso.
Durante visitas subsequentes a Huld, Josef percebe que o advogado é um personagem volúvel que não será de grande ajuda. No banco, um dos clientes de Josef recomenda que ele busque o conselho de Titorelli, o pintor oficial do tribunal. Titorelli não tem influência real dentro do tribunal, mas sua vasta experiência no processo é dolorosamente esclarecedora para Josef, e ele só pode sugerir opções complexas e desagradáveis, uma vez que uma absolvição definitiva nunca foi alcançada.
Josef finalmente decide dispensar Huld e assumir o controle dos assuntos por conta própria. Ao chegar ao escritório de Huld, Josef encontra um indivíduo abatido, Rudi Block, um cliente que oferece a Josef algumas perspectivas do ponto de vista de um cliente. O caso de Block já dura cinco anos e ele passou de um empresário bem-sucedido para quase falido e está virtualmente escravizado por sua dependência do advogado e de Leni, com quem parece estar envolvido sexualmente. O advogado zomba de Block na frente de Josef por sua subserviência canina. Essa experiência deteriora ainda mais a opinião de Josef sobre seu advogado.
Josef é encarregado de acompanhar um cliente italiano importante até a catedral da cidade. Dentro da catedral, um padre chama Josef pelo nome e lhe conta uma fábula (que foi publicada anteriormente como "Antes da Lei") destinada a explicar sua situação. O padre diz a Josef que a parábola é um antigo texto do tribunal e que muitas gerações de funcionários do tribunal a interpretaram de maneira diferente. Na véspera de seu trigésimo primeiro aniversário, dois homens chegam ao seu apartamento para executá-lo. Eles o conduzem a uma pequena pedreira fora da cidade e o matam com um facão de açougueiro. Josef resume sua situação com suas últimas palavras: "Como um cachorro!"

## Pontos-chave da obra
O Processo apresenta ao leitor a narrativa carregada de uma atmosfera  claustrofóbica, absurda e distópica, na qual o personagem Josef K. está imerso. Tal atmosfera deve-se mormente à sequência infindável de surpresas quase surreais, geradas por uma lei maior e inacessível, que está no entanto em perfeita conformidade com os parâmetros reais da sociedade moderna. A desorientação de Josef K. diante do absurdo presente em  situações e ambientes verossímeis transmite ao leitor o mal-estar análogo ao  provocado pelo Unheimliche, o "estranho familiar"  tão próprio às obras de Kafka.
Nesse romance, a ambiguidade onírica do peculiar universo kafkiano e as situações de absurdo existencial chegam a limites insuspeitados. A ação desenvolve-se num clima de sonhos e pesadelos misturados a fatos corriqueiros, compondo uma trama em que a irrealidade beira a loucura.
Ao analisar O Processo, faz-se  necessário notar que o final do romance, a cena da execução, foi a primeira parte escrita por Kafka. Josef K. nunca é informado por que motivos está sofrendo o processo, e ele sustenta sua inocência quase até ao fim. Ao declarar a sua inocência, a Josef é feita a pergunta: "inocente de quê?". Talvez o processo contra Josef tenha sido instaurado pela sua incapacidade de confessar a sua culpa, e, por conseguinte, a sua humanidade. O tema da não humanidade, largamente explorado por Kafka em toda a sua obra, torna o livro atual, provocando questões acerca dos costumes e crenças arbitrários, que podem parecer, sob certo aspecto, tão bizarros como os acontecimentos da vida de Josef K.

## Personagens

### Outros
- Josef K. - Personagem principal. No enredo, o personagem sofre longo processo judicial sem que lhe seja dito ao certo o seu crime.
- Fräulein Bürstner - Mora na mesma casa que Josef K. Aparece nas primeiras partes do livro e daí então apenas no final.
- Frau Grubach - A proprietária da pensão onde K. mora.
- Tio  Karl - Tio impetuoso de K., que o convence a procurar o Advogado senhor Huld.
- Senhor Huld, o Advogado - Advogado pouco eficiente de K., indicado por seu tio Karl.
- Leni - Enfermeira do Senhor Huld. Torna-se amante de K.
- Rudi Block - Outro cliente do Senhor Huld. Tem, além do Senhor Huld, mais cinco advogados para tomar conta de seu longo caso.
- Titorelli, o pintor - Pintor da corte de Napoleão.
- Religioso(Sr. Ross) - Encontra K. na catedral e ajuda-o.

## Sinopse
O romance conta a história de Josef K., bancário que é processado sem saber o motivo. A figura de Josef K. é o paradigma do perseguido que desconhece as causas reais de sua perseguição, tendo que se ater apenas às elucidações alegóricas e falaciosas vindas de variadas fontes. 
Embora Kafka tenha retratado um autoritarismo da Justiça que se vê com o poder nas mãos para condenar alguém, sem lhe oferecer meios de defesa, ou ao menos conhecimento das razões da punição, podemos levar a figura de Josef K., bem como de seus acusadores, para vários campos da vida humana: trabalho (quem nunca se viu cobrado ou perseguido, sem que seus acusadores lhe dissessem em que estaria sendo negligente), religião (quem nunca se viu pego, de surpresa, como Josef K., por um fanático intransigente, dizendo que teríamos ferido as leis divinas, sem que nos fossem apresentados os motivos), na escola (quem nunca se viu como Josef K., ao ser criticado por seu desempenho, sem que soubesse em que havia falhado, com críticas vagas, por vezes de colegas, por vezes dos próprios mestres). 
Muito embora se preste às mais diversas interpretações, desde aquelas fundadas nos axiomas filosóficos até a mais profunda radiografia feita pela sociologia, de fato, O Processo fornece farto material àquele que se debruça sobre o estudo para além da mera dogmática jurídica, de vez que, por meio de um conto que mais se assemelha a uma parábola, Kafka reproduz a negação do [[estado democrático de direito e, ao mesmo tempo, leva o leitor a perceber que, mesmo vivendo sob a égide da democracia "plena", há que se não perder de vista que as instituições não guardam sua razão de ser na prestação de serviço público, mas na submissão à pura forma dos processos burocráticos.  
Nesta obra, o protagonista, atônito, ao ser informado que contra ele havia um processo judicial (ao qual ele jamais terá acesso e fundado numa acusação que ele jamais conhecerá), percorre as vielas e becos da burocracia estatal, cumpre ritos inexplicáveis, comparece a tribunais estapafúrdios, submete-se a ordens desconexas e se vê de tal modo enredado numa situação absurda, que a narrativa aproxima-se (e muito) da descrição de confusos pesadelos. Mas não distam muito de pesadelos os processos reais que tramitam nos vãos da estrutura pesada, arcaica, burocrática e surreal das instituições zelosas da Justiça, de modo que, por fim, Franz Kafka terá sempre o mérito de ter, no início do século passado, retratado a sociedade de muitos povos, com fidelidade e crueza dignos de alçar sua obra à imortalidade.

## Descrição
"Sem motivo  Josef K. é capturado e interrogado em seu aniversário de 30 anos. As circunstâncias são grotescas, ninguém conhece a lei e a corte permanece anônima. A "culpa", descobre Josef K., torna-se-lhe inerente, sem que ele possa fazer algo contra isso. Obstinadamente, mas sem sucesso, ele tenta lutar contra o crescente absurdo e envolvimento, ignora todo aviso de resistência e é por fim executado um ano depois nos portões da cidade."

## Adaptações para o cinema
Na adaptação para o cinema de Orson Welles de 1962, Josef K. é interpretado por Anthony Perkins. Kyle MacLachlan o interpreta na versão de 1993, produzido pela BBC e dirigido por David Hugh Jones, com roteiro adaptado por Harold Pinter.

## Manuscrito
Em 1998 o manuscrito de O Processo foi a leilão e viria a ser adquirido, pelo equivalente a cerca de milhão e meio de euros, pelo Ministério da Cultura alemão, ficando depositado na Biblioteca de Marbach am Neckar no estado de Baden-Württemberg.